# Вулканология
Вулканологията е наука, която изучава вулканите, свързаните с тях явления и физичните, химични и магнитни свойства на лавата, магмата и скалите.
Описва и изследва не само процеса на изригване на вулканите, но има също за цел да прогнозира изригванията, подобно на земетресенията.
Вулканолозите са специалисти, които изучават процесите, произтичащи от изригването на вулканите.

## Известни вулканолози
- Морис и Катя Крафт, загинали в Япония